# Teiichi Matsumaru
Teiichi Matsumaru (Tokyo, 28 febbraio 1909 – 6 gennaio 1997) è stato un calciatore giapponese, di ruolo centrocampista.